# ちょいとマスカット!
『ちょいとマスカット!』は、テレビ東京系列ほかで放送されていた深夜バラエティ番組。略称は「ちょいマス」。番組配信・幹事局であるテレビ東京では2010年4月7日から同年9月29日まで、毎週木曜 2時20分から2時50分（水曜深夜）に放送。

## 概要
『おねがい!マスカット』『おねだり!!マスカット』に続く「マスカット」シリーズの第3弾。メンバーも大幅に入れ替えが行われ、恵比寿マスカッツのリーダーも蒼井そらから麻美ゆまへと交代した。
番組は半年で同タイトルでの放送を終了。同年10月6日からは『おねだりマスカットDX!』と題して放送された。

## 前作との違い
- 番組名がそれまでの「おね○○マスカット!」ではなく「ちょいとマスカット!」となり、略称が「ちょいマス」に変更された。
- それまではスタジオセットにおぎやはぎのイラストが描かれていたが、本作から大久保佳代子のイラストも加えられた。
- 「マスカット」シリーズでは、太陽をベースにしたキャラクターがテロップやスタジオセットに使用されており、番組リニューアルのたびにそのキャラクターにも修正が加えられている。『おねがい!マスカット』ではメガネ・帽子・剣といったアクセサリーが身に付けられ、『おねだり!!マスカット』ではアクセサリーを身に付けていないベーシックなものが使用されていた。本作では、蝶ネクタイとウサギの耳をかたどったヘアバンドを身に付けたものが使用されている。また蝶をイメージしたピンクの名札がつけられている。衣服も第10回から桃、青、黄、緑の4色を着て収録に臨むようになった。
- 本作からハイビジョンとなったが、画面比率4:3の標準画質収録であるため、両サイドに番組オリジナルのパネルが装飾されている。2010年6月までは地上アナログ放送の場合はサイドカット形式だったが、2010年7月5日から地上デジタル放送への地上デジタル放送完全移行を前提に、アナログ放送の全番組が画角16:9のレターボックス放送に移行したため、2010年7月からは超額縁放送となっている。
- 本作より、幹事局がテレビ大阪からテレビ東京に変更された。ただし、テレビ局側はシリーズを通して番組制作に関わっていない。

## 出演者

### 番組MC
- 小木博明、矢作兼（おぎやはぎ）

### アシスタントMC
- 大久保佳代子（オアシズ）

### 恵比寿マスカッツ
番組外活動に関しては恵比寿マスカッツを参照。
おねだりマスカットDX!へ引き続き出演
- 麻美ゆま、小川あさ美、かすみりさ、西野翔、初音みのり、吉沢明歩、Rio、希崎ジェシカ、桜木凛、かすみ果穂、希志あいの、瑠川リナ、安藤あいか、一条真央、織井遙菜、児玉菜々子、永瀬ゆみ、林田ゆりあ、山中絢子、凛々果

中途降板・卒業者(降板順)
- 阿川のぞみ、藤崎あかね、KONAN(卒業)、桜花えり、栗林里莉、優希まこと、芝田翔生子

ゲスト出演者（恵比寿マスカッツOG）
- 蒼井そら、川村りか、小倉遥、川村えな（歌う夏祭りINサマーでの怪談話披露）、永作あいり、山口愛実

そのほかゲスト（スタッフを除く）
- 川島知明(ユニバーサルミュージックプロデューサー、わたし絶対面白いもん）、桂野恵一、大上貴史、山谷隼人（恵比寿マスカッツ初のコンサートゲスト出演）、松崎某（下の階の管理人）

### スカットテレフォン・ゲスト
- 黒沢かずこ、安田和博、有吉弘行、杉山裕之、堤下敦、土屋伸之、安西義浩(ガッツエンターテイメント副社長)

## コーナー
ホームルーム
通常、オープニング直後に全員参加で行われる。内容は、小木が雑誌やブログをチェックしてマスカッツへ苦言を呈する、新メンバーやOGの紹介、CDやDVDの発売告知など様々。第15回放送では番組後半にKONANのお別れ会（麻美やRioの手紙や集合写真）が行われた。企画が長くなり、放送されないこともあった。
かわいい甲子園
マスカッツをチーム分けし、イニング毎のお題に沿ってかわいい表現を競う大会。可愛い＝HRで1点、可愛くない＝アウト。基本3回制で点数を多く取ったチームの勝ち。チーム数が多い場合は1イニングのみの予選試合有りで決勝戦が2イニング。決着がつかない場合はサドンデスの延長戦。ジャッジはこれまで同様、小木審判の独断と偏見と贔屓（攻撃の回でもないRioや吉沢、桜木の行動にHRを与える、かすみ果穂に蹴りを入れる、希崎の頭を叩く）で大いに左右され、レッドカードで強制退場させることもある。ちなみに、吉沢・Rioは「おねマス」時代から通算して1度もアウトになっていない。時間の制約上出場してもオンエアされない者が存在し、特に希崎（2期メンバー）に至ってはWカップ記念大会で初オンエアされたほどである。また、卒業や降板した者が存在するため、現在のメンバー構成は麻美チームが8人、初音チームが8人、Rioチームが8人。
スカットテレフォン
マスカッツのメンバーが悩みを抱える相談者に代わり、今一番困っている相手や気になる人物に生電話するコーナー。電話相手は芸人が主体で、特に吉沢が有吉弘行、初音が堤下敦にかけるのは殆ど固定化されている。またRioは旬の芸人に電話する場合が多い。第23回放送では、安西Pがマスカッツ初コンサートの際、マスカッツ宛ではなくRio宛に花を贈っていた事が判明。希志あいのが電話するも、「話がかみ合わない」事を理由に安西PはRioとの交代を要求。しかし、かすみりさと交代になった。
わたし絶対おもしろいもん
お題に対しマスカッツメンバーが面白いことを考えるコーナー（因みに考案者は小木）。メンバーが考えた面白いことを言うのはマスカッツではなく矢作と大久保。負けた方は審査員が指名したマスカッツメンバー1名と、持ち時間3分で漫才を披露せねばならない。結果は矢作が負け、（小林P曰く）「一番滑りそう」と言う理由で指名された西野と漫才を行った（コンビ名は「にしやはぎ」）。
春の本当にあった怖い話
選手権マスカッツが本当に体験した怖い話を語る。4人1組で怖さを演出する（1人が語り手、残りの3人が効果音などを付け怖さを演出する）。しかし、場にそぐわない効果音を用いる、語り手たちが喧嘩を始める、作家が用意した作り話を話すなど、ほぼ毎回強制終了となる。
麻美ゆま涙のリサイタル春公演
小木が司会を務める麻美ゆまのリサイタル。しかし、あまりにも白々しくて滅茶苦茶な演出の数々（パンツ丸出しでDJ OZMAの『アゲ♂アゲ♂EVERY☆騎士』を熱唱、Rioによるおなじみの手紙朗読（大久保曰く「手紙芸」）、桜木凛の「願いが叶うクマちゃんのぬいぐるみ」プレゼント、元リーダー蒼井そらの激励の手紙）に、観客（矢作、大久保、マスカッツ）は呆れたり苦笑いを浮かべていた。
第2回かわいい甲子園ドラフト会議
麻美ハツラツ女子短大付属高校、Rioかわいいハイスクール、初音かわいい水産高校の３校をドラフトによって所属を決めるコーナー。
RioのたるんでるJAPAN代表発表記者会見
第10回放送では、なかなかリーダーシップを発揮できない新リーダー麻美ゆまが、記者に扮したスタッフから厳しく糾弾された。番組の気になった点やメンバーについて記したメモを暴露されて麻美は号泣。一方、台本が無いとまともに喋れないことを暴露されたRio監督にも厳しいダメ出しが飛んだ。第14回放送では、かわいい路線を望むあまり「もうシコを踏みたくない」とこぼすかすみ果穂が、記者から「農家の娘からシコに繋げるべき」との糾弾を受け「しこ→忘れる→農家＝NO GOAL」の結論が出された。
スタッフ総勢100名が選んだマスカッツ
かわいい子ランキングKONANのスタッフへの質問「私がかわいいと思う人いてますか？」の声に応じ、スタッフ総勢100名にアンケートを行い、マスカッツを見た目のかわいさで選んだ人気ランキングを発表した。「5、6人はいてるはず」と目論んでいたKONANには1票しか入っておらず、彼女は大いにへこまされた（ちなみに1位はRio、2位吉沢、3位瑠川）。
スタッフ110名が選んだもう一度見たい名場面ベスト10
1位 かわいい甲子園(山中、児玉、吉沢、桜木、Rio)2位 「OECURA MANBO」の新曲披露3位 スカットテレフォン（Rio vs 我が家の杉山）
マスカッツ口喧嘩王決定戦
楽屋での揉め事がお題となり、マスカッツ同士が口喧嘩を繰り広げる。放送禁止による反則、言葉に詰まる、笑う、相手に暴力を振るったら負けとなる（小木審判の判定により勝敗が決まる）。結果は凛々果がRioから金星を獲得するなど、4期生が3勝をあげた。
小木恋愛専門学校夏季講習
恋愛下手なマスカッツにアンケートを行い恋愛観をリサーチ。小木先生がその傾向を判定する。第16回放送では堤下がデーモン小暮閣下の格好をしたまま前コーナー（スカットテレフォン）から参加し、終始いじられた。
マスカッツアンケート偽装緊急記者会見
3ヶ月に一度行われるマスカッツへのアンケートで疑わしい回答の真相を探る。会見中は記者（おぎやはぎ・大久保）の厳しい追及の一方、質問とは関係ないサッカーに掛けた野次が時折飛んだ。結果、神社の公園で罰当たりな事をした麻美、凡ミスをした希崎、異性に言われて嬉しかった事が事実と違った安藤が謝罪。また、テレビで言えない「ロッペン」と交際のあった凛々果は警告。一方で「かわいい」ともてはやされた桜木、×××チオに自信のある希志、モテるためにノリよくする初音は評価された。
小林プロデューサーが勇気を出して最後の告白
47歳、バツ1の小林プロデューサーがマスカッツに勇気を出して最後の告白。楽屋で告白したが、希崎、瑠川、かすみりさに立て続けに告白して全滅。挙句の果てには大久保にも告白を敢行し、「ふざけんな」とキレられた。
麻美ゆまのダメだしドキュメント
マスカッツ新リーダー麻美ゆまが収録中気になった言動・行動をとったメンバーに収録後ダメ出しをする姿の一部始終を捉えたドキュメンタリー映像（呼ばれたのはRio、かすみり、希崎、かすみ果、凛々果、瑠川、山中、桜花、希志）。相棒は蒼井の時と同じくRio。かすみりさは本番中のガムと仏頂面を、かすみ果穂は下品な点を注意される中、反発したメンバーの迫力にリーダー麻美は思わず泣き出してしまう。そんな中、帰宅する吉沢が蝶野正洋の入場テーマ（ロイヤルハントの「CRASH」）をかけながら現れる一幕も。
歌う夏祭りINサマー
小木率いる夏組と大久保率いるサマー組による歌合戦。総合"夏"司会は矢作と吉沢。中にはオンチのため途中打ち切りとなるメンバーも。スタッフの審査により、サマー組が勝利。
今夜も馬の鹿が踊ってる
「おねがい!マスカット」やコンサートで大好評だった企画。小川あさ美がビヨンセの『Crazy In Love』をバックに踊りながらスタッフのクイズに答えるも、ほとんど不正解。
そうだったのか!小川あさ美の学べる
ニュースマスカッツ1のおバカである小川あさ美が各々のテーマ（日本の地理、政治問題）について分かりやすく解説するが、やはりおバカぶりを炸裂させる（「河川」を「おがわ」、「湖」を「いずみ」と読んだり、消費税を導入した当時の内閣総理大臣（竹下登）を「はしゆきお」と答えるなど）。コーナー名の由来はテレビ朝日系列『そうだったのか!池上彰の学べるニュース』。
オススメDVD紹介
マスカッツの1人が「おねだり!!マスカット」DVDの見どころをスタッフとの対談形式で語る。
夏の終わりの!ノリノリーグ!!
小木チームと大久保チームによる対抗戦で、仏頂面でお馴染み・かすみりさをノセたチームの勝ち。矢作（ヤハ・ギンギン・兼）と初音（初音・ミ・ノーリー）がMC。チーム別ではノセられなかったが、両チーム全員による『アゲ♂アゲ♂EVERY☆騎士』の乱舞でかすみをノセることに成功。一同で歓喜に沸いたが、スタジオの管理人が乱入、「うるさい」と注意を受けてしまう。しかし管理人は『マツケンサンバ』が流れると、誰よりもノリノリになり歌い踊っていた。
愛の言霊手まり姉妹
姉のてんて明歩（吉沢明歩）と妹てんて里莉（栗林里莉）が手まりして、てんて明歩が愛の言葉を言う。
矢作兼39歳サプライズお誕生会
「おねマス」に続いて2回目のお誕生会。はじめは麻美のマリリンモンローの物まねや安藤あいかとのレスリングやかすみ果穂の5人組のショーなど、祝ってもらうのが嫌いな矢作は初め喜ぶが、ゴルフのカップインした後マスカッツから水を掛けられキレ始める。原因は服が濡れたことだった。矢作は今回も沢田研二の『ス・ト・リ・ッ・パ・ー』を何度も熱唱した。
最強お立ち軍団 ヘラクレス
ジュリアナ東京の音楽に合わせ踊るのは、大久保率いる「ヘラクレス」。「とにかく運動神経とリズム感は無い、でも一生懸命な子」。山中のダンスに、大久保からのダメ出しが続く。大久保以外のメンバーは、「アサミ（小川）・ユマ（麻美）・アイカ（安藤）・キシ（希志）・アヤコ（山中）」。この企画から発展したのが「ヘラクレス〜哀愁のパンサアゲイン〜」という曲である。
30人前自腹ドキュメント in 焼肉叙々苑
マスカッツのコンサートに、大久保は出演、矢作も激励に訪れ、番組を愛する土田晃之は花を贈っていたが、小木が恵比寿マスカッツのコンサートを観覧していないことを暴露された（第21回放送にて）。その理由を「今まで大物のコンサートにしか行ってない自分が、マスカッツのコンサートに行くのはどうか」と釈明した。結果、「マスカッツに対して愛がない」罰として焼肉屋「叙々苑」にて9月までにマスカッツ全員に奢る事が決定した。その後、第26回（最終回）放送にて、小木はマスカッツメンバー全員、大久保、アシスタントプロデューサー二階堂、カメラマンらに本当に焼肉を奢らされた。場所は叙々苑チェーンの中でも高級志向の「游玄亭」。麻美がアワビをオーダーし、かすみりさがシャンパンをラッパ飲みし、吉沢と凛々果がメロンをくり抜いてブランデーを注いで食べるなど贅沢の極みを尽くされ、小木は12万円以上の支払いを行っている。小木は雑誌の取材だと思ってこの場にやってきており、番組サイドのドッキリに引っ掛かった形となった。

## 番組内でのエピソード・出来事
「ちょいとマスカット!」の新曲紹介とコンサート
恵比寿マスカッツは、2010年7月7日、2ndシングル「OECURA MAMBO/私マンボー」発売決定した（第１０回に新曲披露された）。コンサート・ライブは、2010年7月10日に、SHIBUYA-AXにてファーストコンサート「恵比寿マスカッツ1stコンサート「恵比寿マスカッツ殺人事件」?歌って踊って殺されて?」が挙行された（第16回放送のエンディングで放送）。また、 2010年8月7日、サマーソニック2010に出演した（第20回のエンディングで放送）。
新生恵比寿マスカッツの登場とおねマスOGの復帰
第1回放送にて、新メンバー「新生　恵比寿マスカッツ」（＝4期生）で開始する予定であったが、おねだりマスカット!で卒業したOGメンバーの麻美ゆま、Rio、KONAN、吉沢明歩、安藤あいか（1期生）、桜木凛、希崎ジェシカ（2期生）、かすみ果穂(3期生)が乱入し、番組・新メンバーに対し不満を述べていた。復帰を希望したマスカッツOGメンバーに対して、番組復帰のために以下3点の条件を提示した。
- 収録1本当たりのギャラ一律新人が1000円に対し750円
- おにぎり1個を支給
- 小林Pと週1デートで1チャンス。

OGメンバーの麻美、Rio　KONAN、吉沢、安藤、桜木、希崎、かすみ果穂はその条件を呑み、番組復帰した。その後、第4回放送から、第1回放送時に提示された復帰条件を呑んだ小川あさ美、かすみりさ、初音みのり、西野翔が、番組に復帰した。
恵比寿マスカッツOGの乱入
蒼井そらは、 第3回放送にて番組継続を確認しスタジオ乱入した。この時、マスカッツリーダーは蒼井から麻美に交代していたことが明らかにされた。また、蒼井は番組復帰を要求したが、小林Pから提示された復帰条件のうち、ギャラ700円、おにぎり1個の支給は了承したが、小林Pとの○○○○インは拒否したため、レギュラー復帰はしていない。
第10回放送では、SHIBUYA-AXにてファーストコンサーに出演したいマスカッツOG軍団（川村りか、小倉遥、山口愛実、川村えな、永作あいり）が番組に乱入、小木にとび蹴りを2回（うち1回は右脇腹を直撃）も食らわせ、現役マスカッツメンバー数名と小木、大久保を積み上げたダンボールに投げ飛ばす（特に犠牲者の一人となった小川はかなりのスピードで段ボールに突っ込まされたため、本気でキレてしまった）など大暴れして出演を迫ったが（特に川村りかは極悪同盟・ダンプ松本（女子プロレスラー）のメイクを施していた）、「おまえらも出演できるようにすでに事務所に連絡してある」という矢作の一言で電撃和解し、晴れてコンサート出演が決定した。

## CD
- OECURA MAMBO/私マンボー（2010年7月7日、ユニバーサルミュージック）

## DVD
- ちょいとマスカット！クゥクク編（2011年11月2日、ポニーキャニオン）
- 恵比寿マスカッツ4期生登場、かわいい甲子園、マスカッツアンケート偽装緊急記者会見、愛の言霊手まり姉妹、口喧嘩王決定戦、RioたるんでるJAPAN、OG川村りか軍団乱入、スカットテレフォン、小川あさ美の学べるニュース、小木博明叙々苑ドッキリ、麻美ゆまダメ出しドキュメント、怖い話選手権、最強のお立ち軍団「ヘラクレス」

→特典：今だから話せる「ちょいとマスカット！」(麻美、小川、かすみ、織井、希志、児玉、山中、凛々果、瑠川）

## スタッフ
- 総合演出：マッコイ斉藤
- 総合プロデューサー：藤倉尚
- 構成：佐藤俊明、鈴木工務店
- ナレーション：富沢美智恵
- CAM：秋山勇人（エンドロール表記は「アキヤマ」）
- VE：高木稔
- 音声：森田篤
- 照明：前田貢伺
- 美術：小林慎典
- スチール：小島マサヒロ
- メイク：吉村英里（MARVEE）
- スタイリスト：上野真穂（アップワード）、HITOMI
- 振り付け：R2 CREATIVE RYONRYON（ZUSHI MINAMI）
- 編集：増田直人、山田彩
- MA：阿世知貴彦
- 音効：石見知哉
- AD：斎藤恵美
- AP：二階堂恵（エンドロール表記は「四番サード二階堂」、リアル二階堂ごっこ、二階堂”ユッケジャン”恵）
- 企画：鳥塚恵介
- 広報：稲葉幸寛
- スーパーバイザー：仁同正明、矢部純一
- ディレクター：村上隼人（村上スイカ）、佐々木敦規
- プロデューサー：小林岳夫(小林‶ワンチャンス”岳夫)
- 協力：ニユーテレス、プログレッソ、TRIBE、ザ・チューブ
- 衣装協力：永島服飾株式会社
- 制作協力：SHO-GUN
- 製作著作：ロード・トゥ・シャングリラ、テレビ東京(配信局)

### 過去のスタッフ
- ナレーション：寺瀬今日子(第１２回)、鈴木詔子
- 総合プロデューサー：町田晋
- タイトルロゴ：アイヴリックスタジオ
- アシスタントCAM：池田孝宏
- スチール：三宅英文
- スーパーバイザー：古川陽介
- 企画：高野純一
- 広報：武田敦子
- AD：白岩大輔
- FD：金光英明、高尾野健蔵、濱村晃
- 美術：黄美淵
- 編集：山田彩
- 撮影：米山三郎
- プロデューサー：恩田宏紀
- 協力：Sri Balaji、ステーキハウスB＆M目黒店、麺厨房
- 衣装協力：Ｄｏｍｉｎｇｏ　CO,ｌｔｄ.、*Cor　BLIMEY!、Ｂurnｉｓｈ、JEAN　NASSAUS　COMPANY
- ヘアメイク：天野良美、西村恵、山本仁美、在間亜希子、島貫香奈子、佐野美穂子、小坂美由紀（MARVEE）

## 放送局
| 放送地域       | 放送局         | 系列           | 放送日時                     | 放送開始日     | 備考       |
| -------------- | -------------- | -------------- | ---------------------------- | -------------- | ---------- |
| 関東広域圏     | テレビ東京     | テレビ東京系列 | 木曜 2:20 - 2:50（水曜深夜） | 2010年4月7日   | 番組配信局 |
| 北海道         | テレビ北海道   | テレビ東京系列 | 水曜 1:30 - 2:00（火曜深夜） | 2010年4月20日  | 遅れネット |
| 愛知県         | テレビ愛知     | テレビ東京系列 | 月曜 1:05 - 1:35（日曜深夜） | 2010年4月18日  | 遅れネット |
| 大阪府         | テレビ大阪     | テレビ東京系列 | 木曜 2:15 - 2:45（水曜深夜） | 2010年4月21日  | 遅れネット |
| 岡山県・香川県 | テレビせとうち | テレビ東京系列 | 日曜 1:55 - 2:25（土曜深夜） | 2010年5月1日   | 遅れネット |
| 福岡県         | TVQ九州放送    | テレビ東京系列 | 日曜 1:40 - 2:10（土曜深夜） | 2010年7月10日  | 遅れネット |
| 新潟県         | テレビ新潟     | 日本テレビ系列 | 火曜 1:29 - 1:59（月曜深夜） | 2010年5月10日  | 遅れネット |
| 静岡県         | 静岡第一テレビ | 日本テレビ系列 | 日曜 1:50 - 2:20（土曜深夜） | 2010年4月17日  | 遅れネット |
| 福島県         | テレビユー福島 | TBS系列        | 金曜 1:20 - 1:50（木曜深夜） | 2010年6月17日  | 遅れネット |
| 島根県・鳥取県 | 山陰放送       | TBS系列        | 水曜 1:30 - 2:00（火曜深夜） | 2010年7月13日  | 遅れネット |
| 石川県         | 石川テレビ     | フジテレビ系列 | 水曜 2:15 - 2:45（火曜深夜） | 2010年4月13日  | 遅れネット |
| 長野県         | 長野放送       | フジテレビ系列 | 土曜 2:05 - 2:35（金曜深夜） | 2010年4月9日   | 遅れネット |
| 愛媛県         | テレビ愛媛     | フジテレビ系列 | 火曜 0:35 - 1:05（月曜深夜） | 2010年4月19日  | 遅れネット |
| 熊本県         | テレビくまもと | フジテレビ系列 | 水曜 2:00 - 2:30（火曜深夜） | 2010年5月25日  | 遅れネット |
| 鹿児島県       | 鹿児島テレビ   | フジテレビ系列 | 日曜 1:05 - 1:35（土曜深夜） | 2010年4月10日  | 遅れネット |
| 岐阜県         | 岐阜放送       | 独立局         | 水曜 0:15 - 0:45（火曜深夜） | 2010年4月13日  | 遅れネット |
| 滋賀県         | びわ湖放送     | 独立局         | 金曜 1:20 - 1:50（木曜深夜） | 2010年4月22日  | 遅れネット |
| 奈良県         | 奈良テレビ     | 独立局         | 木曜 1:00 - 1:30（水曜深夜） | 2010年4月14日  | 遅れネット |
| 和歌山県       | テレビ和歌山   | 独立局         | 月曜 1:10 - 1:40（日曜深夜） | 2010年10月31日 | 遅れネット |